# Mahájána szútrák
A mahájána szútrák buddhista írások gyűjteménye, amelyet a mahájána buddhizmus különböző hagyományai saját kánonként fogadnak el. Ezek zömét a kínai buddhista kánon, a tibeti buddhista kánon és egyéb szanszkrit kéziratok tartalmazzák. Mintegy száz mahájána-szútra maradt fent szanszkrit nyelven, illetve kínai és tibeti fordításokban.

## Áttekintés
A szútrák hagyományosan Gautama Buddha fennmaradt tanításait tartalmazzák. A mahájána-szútrák korai változatait nem írták le, csupán szájról szájra örökítették. Buddha parinirvánája után a szerzetesek memóriájára bízott verses szövegekre - a legelső Ánanda volt, Buddha egyik legjelesebb tanítványa - úgy tekintenek, mintha Buddha szavai lennének.

## Történeti háttér

### Eredet és a kezdetek
A mahájána buddhizmus kezdete nem tisztázott. A mahájána buddhizmus korai szakaszáról nyugaton előzőleg úgy tartották, hogy külön álló iskolaként az ún. hínajána iskolával versengett. A buddhák és bodhiszattvák imádatáért gyakran tekintették a mahájána irányzatot hitre épülő, világi jellegű buddhizmusnak, amely állítólag a sztúpák iránti hódolatból fakadt. Azáltal, hogy egyre több korai szöveghez lehet könnyen hozzáférni, manapság ezeket a nézeteket többnyire elvetették.
A legkorábbi mahájána szövegek az időszámításunk elejéről valók.
Nem található olyan bizonyíték, amely kimondaná, hogy a mahájána valaha is a buddhizmus egy szektája lett volna, vagy egy különálló iskola. Sokkal inkább eszmék egy csoportja volt és a bodhiszattva út tana. Paul Williams szerint a mahájána irányzatnak sohasem volt saját fegyelmi szabályzata (vinaja) és nem is akart, ahogy saját hagyományvonala sem volt korai buddhista iskolákból. Emiatt minden egyes bhikkhu (szerzetes) és bhikkhuni (apáca), aki felvételt nyert mahájána intézményekbe, formálisan egy korai iskolához tartozott. Ugyanez folytatódik ma is a kelet-ázsiai dharmaguptaka szerzetes rend vonalánál és a tibeti buddhizmus múlaszarvásztiváda vonalánál. Éppen ezért a mahájána soha nem is volt a korai iskolák egyik kívül álló, rivális szektája.
A mahájána eredetének korai bizonyítékai a mahájána szövegek korai kínai fordításait jelentik. Ezeket a mahájána tanításokat egy Lókakséma nevű buddhista szerzetes terjesztette Kínában a 2. században.

### Történelmiségének tudományos megközelítése
Néhány tudós agnosztikusan állapítja meg, hogy a mahájána szútrák szerzője vagy szerzői nem ismert(ek) és csak azt lehet pontosan tudni, hogy mikor lettek lefordítva más idegennyelvekre. Mások egyenesen azt állítják, hogy ezek a szútrák egyenesen nem is tekinthetők történelminek.
Az, hogy a mahájána szútrák eredetére nincsenek történelmi bizonyítékok nem jelenti azt, hogy a tudósok azt gondolnák, hogy a páli kánon lenne történelmileg érvényes, hiszen egyes tudósok szerint arra sincsenek bizonyítékok.
Más akadémikus szerint nem az számít, hogy a mahájána szútrák történelmileg egyértelműen köthetőek-e Buddhához, hanem az, hogy az egy élő hagyomány, amely szájhagyomány útján él és emberek milliói követik a mai napig.

### Mahájána hit
A mahájána szútrák hagyományos nézete az, hogy azok nagy részét még Buddha idejében lejegyezték és ötszáz évig a nágák (kígyószerű természetfeletti lények egy másik létsíkon) birodalmában őrizték. Ez amiatt történt, mert Buddha korában (i. e. 500 környékén) az emberek nem értették a tanokat és várni kellett a megértésre alkalmasabb időpontra.
A kínai buddhizmus hagyománya szerint ötféle lény mondhatja a szútrákat: egy buddha, egy buddha egyik tanítványa, egy déva, egy risi, vagy ezen lények valamilyen emanációja - ez esetben egy buddhától kell bizonyítványt szerezniük, hogy tanításuk igaz dharma.

### A legkorábbi fennmaradt mahájána szútrák
1. Pradzsnyápáramitá-szútra (Ide tartozik például a Szív szútra)
2. Hosszabb Szukhávatívjúha-szútra (Végtelen élet szútra)
3. Aksobhjatathágataszjavjúha-szútra
4. Ugrapariprccsa-szútra
5. Mandzsuarípariprccsá-szútra
6. Drumakinnararádzsapariprccsá-szútra
7. Súrangamaszamádhi-szútra
8. Bhadrapála-szútra
9. Adzsátasatrukaukrtjavinodana-szútra
10. Kásjapaparivarta-szútra
11. Lankávatára-szútra[19]
12. egy korai szútra, amely az Avatamszaka-szútrához kapcsolódik

Ezek többségét valószínűleg az 1. század környékén szerezték India északi részén. A tudósok azt valószínűsítik, hogy a korai mahájána szútrákat először délen írták, majd az aktivitás észak felé tolódott.

## A mahájána szútrák természete
A mahájána szútrákban található tanítások csoportja egy laza kritériumoknak megfelelő gyűjtemény, amelybe különböző nézetek tanításai is belekerülhettek. A 14. Dalai Láma szerint ezek az ellentmondásos nézetek csak a társadalom szintjén ellentmondásosak, az egyén szintjén nem. Buddha szándéka nem az volt, hogy félre vezesse a tanítványait, hanem tisztában volt vele, hogy különböző metodista módszerekre van szükségük. Hasonlóan ahhoz, ahogy a különböző betegségekre, különböző orvosság való.

## Gyűjtemények
A 4. századi Bodhiszattva-pitaka mellett a legfőbb kánont a kínai és tibeti fordítások jelentik, amelyek eredeti szanszkrit vagy prakrit szövegekből készültek. Nem létezik egyetlen meghatározott mahájána kánon, inkább szöveggyűjtemények léteznek. A legalapvetőbb mahájána szútrák manapság a Pradzsnyápáramitá szútrákba tartozó Szív szútra és a Gyémánt szútra.
A szabványok kínai buddhista kánon a Taisó Tripitaka, amelyet az 1920-as években szerkesztettek újra Japánban. A 85 kötetes mű kanonikus és nem-kanonikus műveket is tartalmaz: ágamákat, többféle vinaja változatot, az abhidarmát és tantrikus írásokat.